# Hiszpański cud gospodarczy
Hiszpański cud gospodarczy (hiszp. desarrollo/milagro económico español) – nazwa okresu w historii frankistowskiej Hiszpanii, kiedy to w latach 1959–1973 kraj ten doznał nadzwyczaj szybkiego wzrostu gospodarczego, który doprowadził do powstania hiszpańskiej klasy średniej, co w konsekwencji umożliwiło po 1975 r., czyli po śmierci gen. Franco, transformację ustrojową w Hiszpanii, która stała się demokracją.

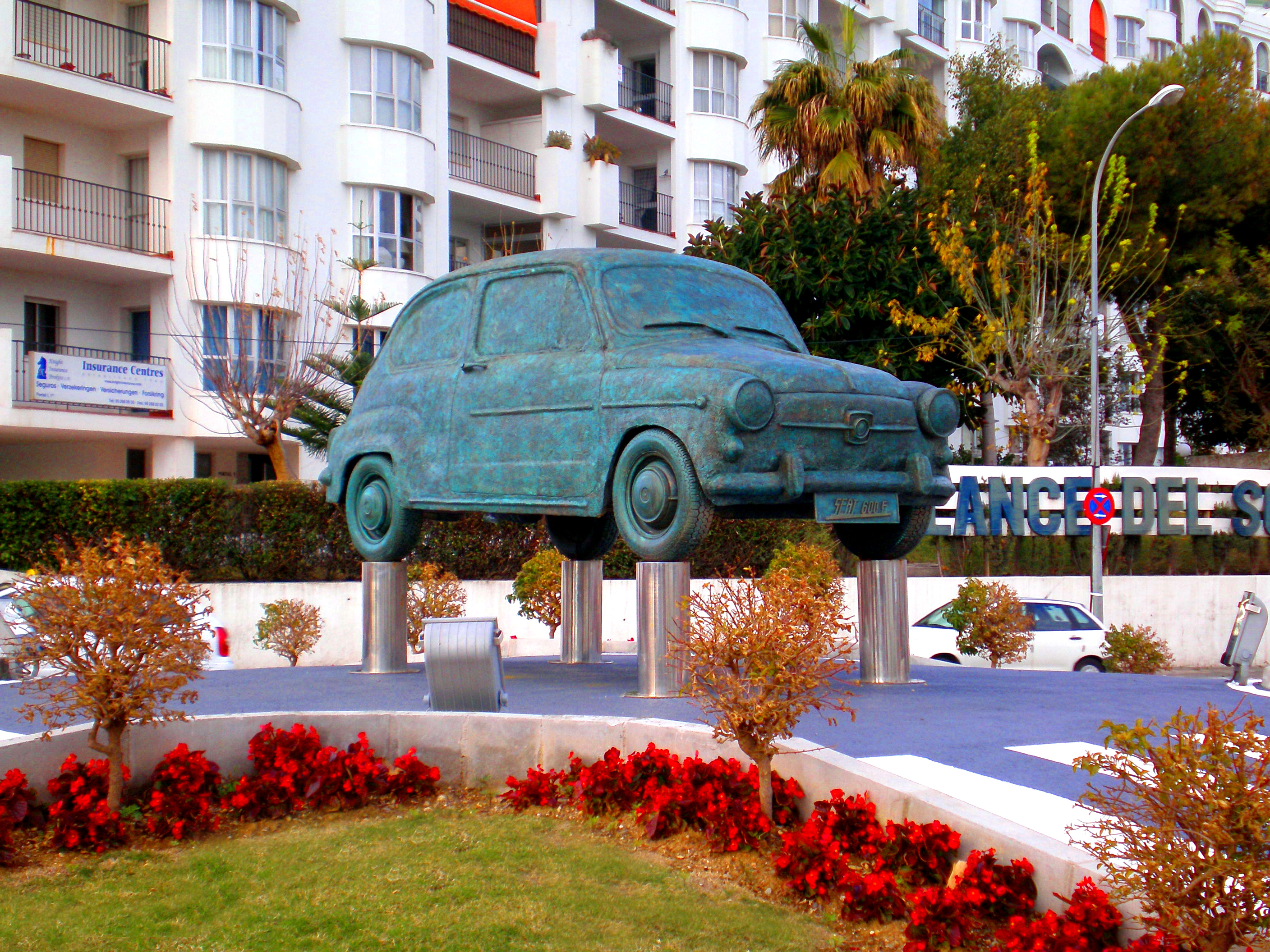
Pomnik SEATA 600 w Hiszpanii

Przez wielu Desarrollo uważane jest za najbardziej pozytywny aspekt ponad 35-letniej dyktatury Francisco Franco. W latach 1959–1973 hiszpański produkt krajowy brutto w przeliczeniu na jednego mieszkańca wzrósł wielokrotnie, włączając Hiszpanię w poczet krajów wysoko rozwiniętych.
Gen. Franco dopuścił do wprowadzenia szeregu fundamentalnych reform gospodarczych, zaproponowanych przez nową szkołę ekonomistów, zwanych technokratami. Ich wizja rozwoju gospodarczego była znacznie inna od tradycyjnego, izolacjonistycznego spojrzenia na sprawy ekonomiczne, reprezentowane przez będących do tej pory przy władzy przedstawicieli starej gwardii z rewolucyjnej Falangi. Technokraci zainicjowali, rekomendowane przez Międzynarodowy Fundusz Walutowy, publiczne inwestycje w infrastrukturę. Realizując działania przewidziane w planach rozwojowych (planes de Desarrollo), Hiszpanie odnieśli nadspodziewany sukces i wkroczyli do rozwiniętego świata. W tych latach poziom wzrostu gospodarczego Hiszpanii ustępował tylko japońskiemu, a na końcu tej drogi, Hiszpania była 9. największą gospodarką świata, zaraz po Kanadzie. Od upadku hiszpańskiego imperium kolonialnego w XIX wieku, kraj ten popadał w coraz większą biedę i zacofanie cywilizacyjne. Pomimo swojego awansu, Hiszpania nadal jednak pozostawała uboższa niż większość swoich zachodnioeuropejskich sąsiadów (podobną sytuację miały jeszcze tylko Portugalia, Grecja i Irlandia), np. w 1974 r. hiszpański dochód narodowy brutto w przeliczeniu na jednego mieszkańca był równy 74% średniej zachodnioeuropejskiej.
14 lat intensywnej industrializacji spowodowało szybki rozwój peryferii największych hiszpańskich miast, gdzie powstawały osiedla mieszkalne dla nowej klasy robotniczej, przybywającej masowo do miast ze wsi.
Symbolem Desarrollo był samochód SEAT 600, produkowany na licencji Fiata, będący pierwszym samochodem dla wielu hiszpańskich rodzin, które zdobyły nowy status dzięki cudowi gospodarczemu. Produkowany w fabryce Sociedad Española de Automóviles de Turismo samochód, był dla nowej klasy robotniczej symbolem osiągniętego statusu i jednocześnie symbolem całej rewolucji ekonomicznej, która miała miejsce w Hiszpanii w latach 1959–1973.